# 大久保仁
大久保 仁（おおくぼ ひとし）は、日本の電力工学者。名古屋大学名誉教授。電気学会会長。

## 人物・経歴
1973年名古屋大学大学院工学研究科電気工学専攻修士課程修了。1984年名古屋大学工学博士。1996年電気学会学術振興賞進歩賞 。
名古屋大学大学院工学研究科電子情報システム専攻教授を経て、平成23年度（第98代）電気学会会長。
2007年電気学会 業績賞。13年電気学会から功績賞。